# Rikke Bekker
Rikke Bekker (født 22. februar 1972) er chefredaktør på TV 2/Østjylland. Inden da har hun bla. været kultur- og opinionsredaktør på Jyllands-Posten og chefredaktør på Fyns Amts Avis.
Rikke Bekker har en master i projekt- og innovationsledelse fra SDU fra 2022. 
Rikke Bekker er uddannet journalist fra Danmarks Journalist Højskole i 1997. Siden har hun bl.a. arbejdet som redaktør og redaktionschef i produktionsmiljøet, været programredaktør på TV 2 og reporter på TV 2/Nyhederne og selvstændig tv-producent, inden hun i 2010 blev redaktionschef på Fyns Amts Avis. I 2013 forlod hun avisen for et job på TV 2/Fyn som udviklings- og redaktionschef. 
Rikke Bekker var chefredaktør på det fælles-fynske udviklingsprojekt Stem'rne, hvor alle fynske nyhedsmedier i 2017 gik sammen om at få flere unge til at stemme ved kommunalvalget.

## Tillidsposter
Rikke Bekker blev i 2022 optaget i Kraks Blå Bog. Rikke Bekker er censor ved DMJX - journalistuddannelsen og uddannelsen i Medieproduktion. og Ledelse.  
Rikke Bekker har været medlem af Radio- og TV-nævnet (Udpeget af Kulturministeren - indstillet af Danske Medier - 2021-2023) og i bestyrelsen for Teknologiens Mediehus (udtrådte af begge pga job ved JP/Pol i 2023), og har været næstformand for Svend Filmfestival, har været i juryer ved bl.a. Copenhagen TV-festival, Årets Pressefoto og Danske Mediers Design- og innovationspriser. 
Rikke Bekker bor i Aarhus sammen med sin mand, Klaus Birch, der ejer tv-produktionsselskabet B-film og er medejer af Saxo Film. Sammen har de tre børn.